# Léo-Paul Robert

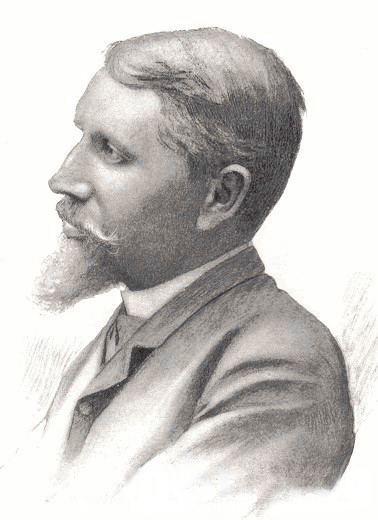
Léo-Paul Robert (um 1880)

Léo-Paul-Samuel Robert (* 19. März 1851 in Biel/Bienne; † 10. Oktober 1923 in Orvin) war ein Schweizer Maler.

## Leben und Werk

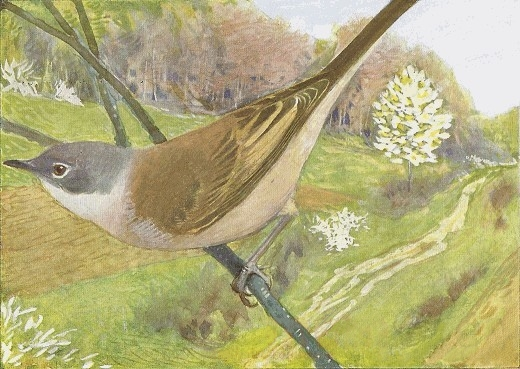
Die Grasmücke (Dorngrasmücke), um 1910

Léo-Paul Robert war der Sohn von Julie Schneider und Aurèle Robert und der Neffe von Léopold Robert, die – wie auch seine Söhne Théophile, Philippe und Paul-André – ebenfalls Maler waren. Nachdem Paul Robert von seinem Vater in die Kunst der Malerei eingeführt wurde, bildete er sich ab 1869 an der Münchner Kunstakademie weiter. 1871 starb sein Vater, worauf er zwischenzeitlich wieder ins Ried in Biel zurückkehrte. Es folgten weitere Bildungsaufenthalte in Florenz und Paris. 1877 heiratete er Berthe von Rütte, die Tochter des Kaufmanns Théophile de Rutté, mit der er zehn Kinder bekam, von denen drei ebenfalls Maler wurden. Berthe Robert-de Rutté war vielseitig begabt, zeichnete gut, unter anderem auch Vögel. Sie übersetzte Jeremias Gotthelfs Novelle Die schwarze Spinne ins Französische (L’araignée noire), wobei ihr Mann die Illustrationen schuf. 1883/1884 geriet Robert in eine künstlerische und religiöse Krise, er zerstörte Teile seiner bisherigen Werke und reiste nach Palästina. 
1885 begann er wieder zu malen und wandte sich religiösen Themen zu. 1890 fertigte er das Glasfenster La loi et la grâce (Gesetz und Gnade) für die Kirche von Saint-Blaise an. Für das Treppenhaus des Kunstmuseums in Neuenburg schuf Robert drei monumentale Gemälde, die 1893 fertiggestellt wurden.
Von 1891 bis 1897 war er Mitglied der Eidgenössischen Kunstkommission, von 1894 bis 1918 der Gottfried Keller-Stiftung. 1896 erhielt er auf der Internationalen Kunstausstellung in Berlin eine kleine Goldmedaille. Im Verlauf seiner Laufbahn malte Robert erst Allegorien, später Landschaftsbilder und zuletzt Aquarelle von Vögeln und Raupen.

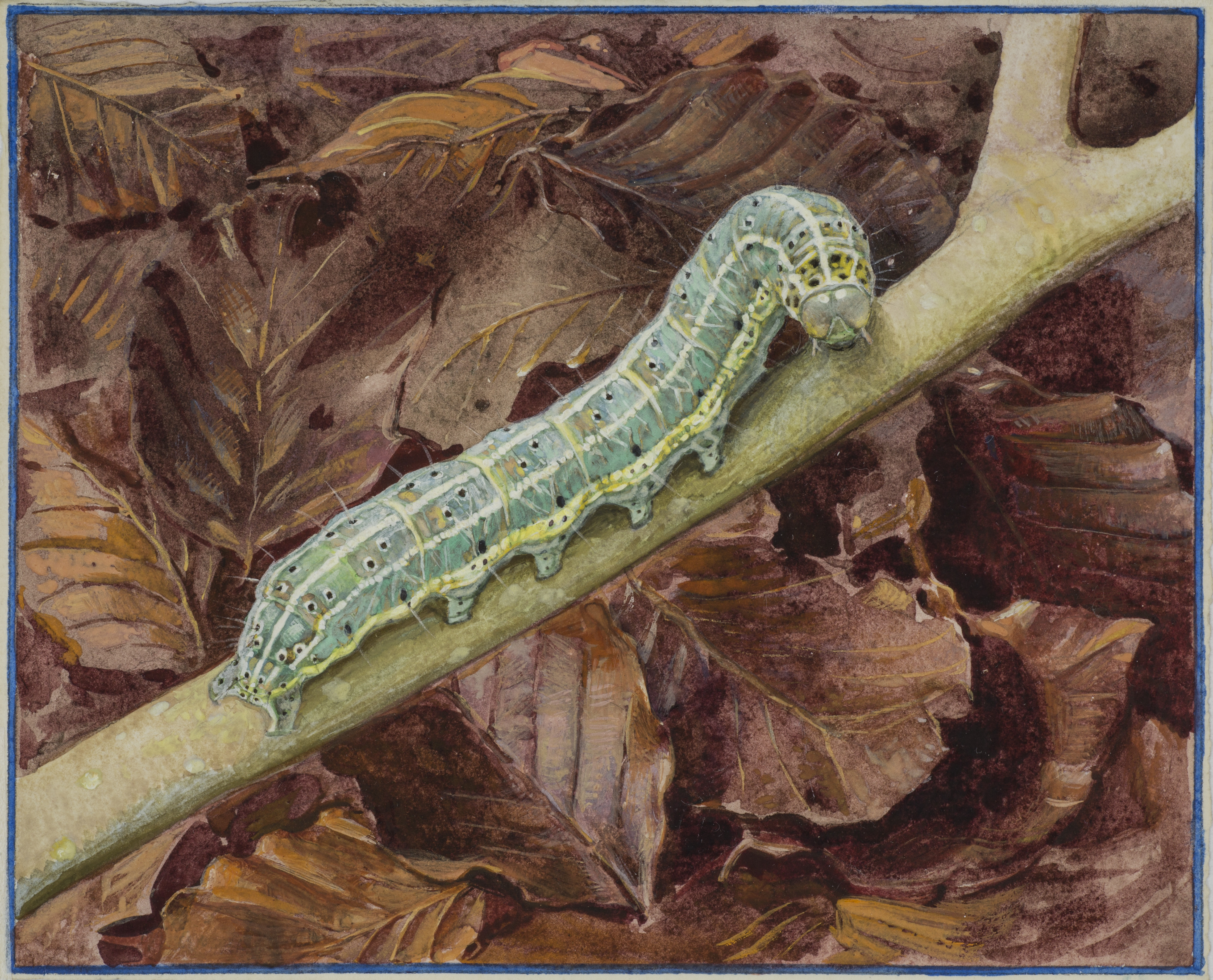
Eulenraupe (Raupe einer Trapezeule)

Mit Clement Heaton fertigte er 1898 das Fassadenmosaik Geschichte und Posie am Bernischen Historischen Museum, ebenso 1901 bis 1905 das Gemälde La justice et la paix (Gerechtigkeit und Frieden) im ehemaligen Bundesgericht Montbenon in Lausanne. Zwischen 1904 und 1913 entstanden zahlreiche Varianten seines Bildes L'Humanité blessée.

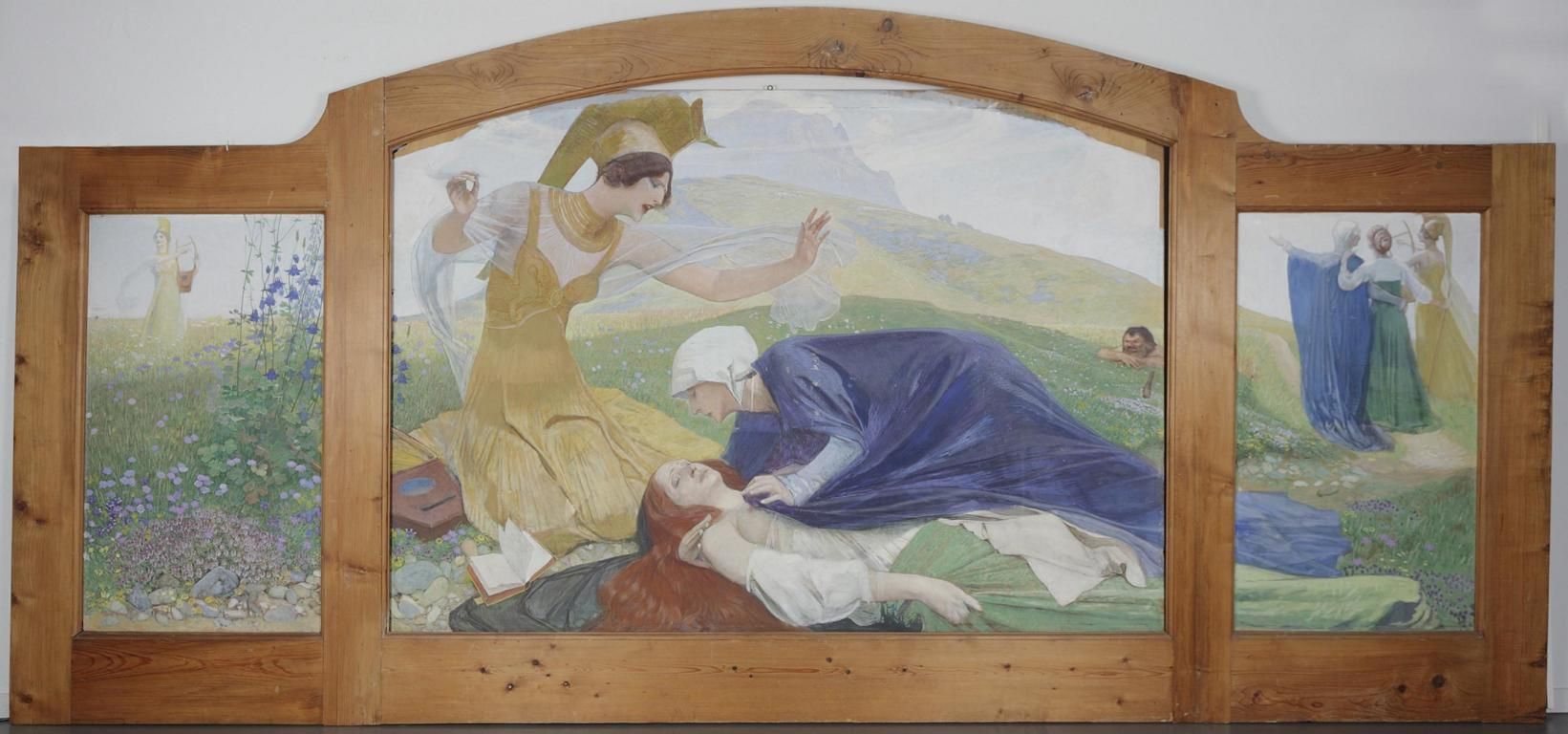
L’humanité blessée, Öl auf Holz, um 1911

Im August 1907 bezog die Familie die neu erbaute Sommerresidenz Haus Jorat. Dort starb Léo-Paul Robert im Alter von 72 Jahren am 10. Oktober 1923 nach kurzer Krankheit. 

## Varia
- Im Neuen Museum Biel (bis 2011 Museum Neuhaus) sind Bilder Paul Roberts aus der 3000 Werke umfassenden Sammlung der Stiftung Robert ausgestellt.[7]
- In Biel ist der Paul-Robert-Weg nach ihm benannt.[8]
- Im März 2021 wurden die Renovationsarbeiten am Atelier Robert erfolgreich beendet.